# 蘇維蘭足球會
蘇維蘭足球會（Şüvəlan FK），是一間位於阿塞拜疆蘇維蘭的足球會，成立於2005年，並於2019年解散。

## 歷史
2005年，俱樂部以奧林匹克巴庫（Olimpik Baku）的名稱在巴庫成立，並參加2005–06賽季阿塞拜疆足球頂級聯賽，最終僅排名聯賽第12名。
2006–07賽季，球隊排名聯賽第6名。
2007–08賽季，球隊排名聯賽第2名，取得2008–09年欧洲联盟杯參賽資格，但球隊在第一輪預選賽中即被伏伊伏丁那淘汰。
2009年，球隊搬遷至蘇維蘭，並更名為奧林匹克蘇維蘭職業足球俱樂部（Olimpik-Shuvalan PFC）。
2010年，球隊獲得阿塞拜疆航空贊助並更名為AZAL職業足球俱樂部（AZAL PFC）。2010年9月，球隊宣布建設AZAL體育場。
2010–11賽季，球隊取得聯賽第4名，取得2011–12年歐霸盃參賽資格，但球隊同樣在第一輪預選賽中即被明斯克淘汰。
2017年5月12日，球隊更名為蘇維蘭足球俱樂部（Şüvəlan FK）。
2019年，球隊宣佈解散。

## 外部連結
- 官方網站